# Рогуна (гора)
Гора Рогуна (англ. Mount Rogoona, также встречается написание Ragoona) расположена в Национальном парке «Стены Иерусалима», находящемся на территории острова (и одноимённого штата) Тасмания, входящего в состав Австралии. Этот парк является частью территории, называемой «Дикая природа Тасмании» (англ. Tasmanian Wilderness), являющейся объектом Всемирного наследия ЮНЕСКО.
Название горы произошло от слова Rogoona («лоб», англ. brow, forehead), которое использовалось тасманийскими аборигенами.

## География и геология
Высота горы Рогуна — 1350 м над уровнем моря. Она расположена на Центральной возвышенности (Central Highlands) Тасмании между озёрами Мертл (Lake Myrtle) и Местон (Lake Meston), к северо-востоку от неё находятся два других озера — Луиза (Lake Louise) и Аделаида (Lake Adelaide).
Примерно в 7 км западнее горы Рогуна находится гора Катидрал, а ещё на 7 км западнее — гора Осса (1617 м) — высшая точка Тасмании. Южнее горы Рогуна находится исток реки Мерси.
Подобно многим другим горам региона, гора Рогуна сформирована из долеритовых колонн. В ледниковый период она представляла собой крупный нунатак. Разница между строением верхней и нижней частей горы показывает, что толщина ледяного покрова в этом районе составляла около 200 м.

## Туристские маршруты
К горе Рогуна можно добраться по тропе Lake Myrtle Track, которая начинается от дороги Mersey Forest Road немного южнее озера Роуоллан (Lake Rowallan) и ведёт к озёрам Билл (Lake Bill), Мертл и Местон.
С вершины горы Рогуна видны многие окрестные горы: Герион, Катидрал, Осса, Гоулд, Акрополис, Касл-Крэг и другие.

## Соседние горы
- Катидрал
- Осса
- Барн-Блафф
- Крейдл
- Пелион-Уэст
- Пелион-Ист
- Герион
- Акрополис

## Фотогалерея
|  |  |  |